# Lonchaea carpatica
Lonchaea carpatica är en tvåvingeart som beskrevs av Nikolai Vasilevich Kovalev 1974. Lonchaea carpatica ingår i släktet Lonchaea, och familjen stjärtflugor. Arten har ej påträffats i Sverige.